# Ван дер Ойе, Ян Николас
Ян Элиас Николас, барон Схиммелпеннинк ван дер Ойе; (нидерл. Jan Elias Nicolaas Schimmelpenninck van der Oye; 12 августа 1836, Брюммен, Нидерланды — 11 апреля 1914, Гаага, Нидерланды) — нидерландский высший офицер и государственный деятель, президент Сената Нидерландов (1902—1914).

## Биография
Родился в семье военного офицера. В 1856 г. окончил Королевскую военную академию в Бреде.
Долгое время находился на военной службе: в офицерском корпусе инженеров, минеров и саперов (1856—1882), в Генеральном штабе (1962—1870), командующий линии оборонительных сооружений Наардена (1870—1872), старший инженер в Гааге (1872—1876), старший инженер в Амстердаме (1876—1878), гражданский командующий второй линии оборонительных сооружений Наардена (1878—1882), офицер Главного штаба (1882—1884 и 1886). В 1889 г. ему было присвоено воинское звание генерал-лейтенанта.
До 1894 г. был членом Антиреволюционной партии, с 1897 по 1903 г. — Свободной антиреволюционной партии, с 1898 г. был заместителем её председателя; с 1903 по 1908 г. — Христианско-исторической партии, с 1908 г. — Христианско-исторического союза.
В 1884 г. был впервые избран в состав Палаты представителей парламента Нидерландов. В 1894 г. вместе с рядом депутатов от Антиреволюционной партии выступил против проекта нового избирательного законодательства.
С 1894 г. — член Сената. В 1902—1914 гг. — президент Сената Нидерландов. Первый правый политик на этой должности, В 1907 г. выступал в качестве специального советника королевы по вопросу разрешения правительственного кризиса.
Находился на королевской службе:
- 1860 г. — оруженосец короля Виллема III,
- 1877—1914 гг. — особый камергер короля Виллема III и королевы Вильгельмины,
- 1882—1884 гг. — адъютант короля Виллема III,
- 1884—1890 гг. — особый адъютант короля Виллема III,
- 1890—1914 гг. — особый адъютант королевы Вильгельмины.

Также являлся председателем голландского Евангелическо-протестантского общества, председателем Попечительского совета Делфтского технического университета (1905—1914), президентом Антиопиумной ассоциации.

## Награды и звания
Награждён Большим крестом ордена Нидерландского льва (1909). Офицер ордена Дубовой короны (1880).